# Дубовац (замък)
Дубовац (на хърватски: Utvrđeni grad Dubovac) е средновековен замък в хърватския град Карловац с богата няколковековна история.

## Общи сведения
Замъкът получава названието си заради гъстата дъбова гора, която го обкръжава в миналото. Той е построен още преди да бъде издигнат самия град Карловац. Тъй като положението му е кръстопътно на място, където се пресичат важни за времето си сухопътни и речни пътища, около него се изгражда село, споменато в изворите за първи път през 1339 г. във връзка с пристигането в него на свещеник. През 1578 г. селото е опустошено от османците, което принуждава впоследствие оцелялото население да се премести в набързо построеното ново селище в близост – днешният Карловац.
Замъкът сменя собствениците си през годините на съществуването си. Между 1387 и 1426 г. той е притежание на аристократичния род от Славония Зудари, през 1442—1550 г. е собственост на Франкопаните, през 1550—1578 г. в него се настанява фамилията Зрински, а от 1678 до 1810 г. е използван за нуждите на войската в Карловац. През 1837 г. се сдобива с нов собственик, граф Лавал Нуген, ирландец по рождение, който служи в армията на Австрия и тази на Кралството на двете Сицилии. Граф Нуген преустройва замъка в стил романтизъм.
Днес замъкът Дубовац е собственост на държавата. Последната му реконструкция е правена през 1961 г. От 1965 до 2007 г. е поверен на градския музей в Карловац и в него се разполагат експозиции, посветени на историята на града.